# Can't Feel My Face
"Can't Feel My Face" é uma canção do artista musical canadense The Weeknd, contida em seu segundo álbum de estúdio Beauty Behind the Madness (2015). Foi composta pelo próprio em conjunto com Savan Kotecha, Peter Svensson, Max Martin e Ali Payami, sendo produzida pelos dois últimos. A sua gravação ocorreu em 2015 nos estúdios MXM Studios em Los Angeles, Califórnia, e Wolf Cousins Studio em Estocolmo. O seu lançamento como o terceiro single do disco ocorreu em 8 de junho de 2015, através das gravadoras XO e Republic.

## Faixas e formatos
| Download digital |                      |         |  |
| N.º              | Título               | Duração |  |
| 1.               | "Can't Feel My Face" | 3:35    |  |

| Download digital (Martin Garrix Remix) |                      |         |  |
| N.º                                    | Título               | Duração |  |
| 1.                                     | "Can't Feel My Face" | 4:12    |  |

| CD single |                      |         |  |
| N.º       | Título               | Duração |  |
| 1.        | "Can't Feel My Face" | 3:35    |  |
| 2.        | "The Hills"          | 4:02    |  |

## Créditos
Todo o processo de elaboração de "Can't Feel My Face" atribui os seguintes créditos:
Gravação e publicação
- Gravada em 2015 nos MXM Studios (Los Angeles, Califórnia) e no Wolf Cousins Studio (Estocolmo)
- Engenharia feita nos MXM Studios (Los Angeles, Califórnia) e no Wolf Cousins Studio (Estocolmo)
- Mixada nos MixStar Studios (Virginia Beach, Virginia)
- Masterizada nos Sterling Sound (Nova Iorque)
- Publicada pelas seguintes empresas: Songs Music Publishing, LLC em nome da Songs of SMP (ASCAP), MXM — administrada pela Kobalt (ASCAP) —, Wolf Cousins (STIM) e Warner/Music Chappell Scand (STIM)

Produção
| - The Weeknd: composição, vocalista principal, vocalista de apoio - Max Martin: composição, produção, programação adicional - Ali Payami: composição, produção, bateria, sintetizadores, chaves, baixo - Peter Svensson: composição, guitarras, chaves adicionais - Savan Kotecha: composição - Peter Carlsson: edição vocal | - Sam Holland: gravação, engenharia - Cory Bice: assistência de engenharia - Jeremy Lertola: assistência de engenharia - Serban Ghenea: mixagem - John Hanes: engenharia de mixagem - Tom Coyne: masterização |

## Desempenho nas tabelas musicais
| Tabela musical (2015)                                  | Melhor posição |
| ------------------------------------------------------ | -------------- |
| África do Sul (Entertainment Monitoring Africa)        | 1              |
| Alemanha (Media Control Charts)                        | 14             |
| Argentina (Monitor Latino)                             | 12             |
| Austrália (ARIA Charts)                                | 2              |
| Austrália (ARIA Urban Singles Chart)                   | 1              |
| Áustria (Ö3 Austria Top 40)                            | 14             |
| Bélgica (Ultratop 50 de Flandres)                      | 14             |
| Bélgica (Ultratop 40 da Valônia)                       | 27             |
| Canadá (Canadian Hot 100)                              | 1              |
| Coreia do Sul (Gaon Music Chart)                       | 13             |
| Croácia (Croatian Airplay Radio Chart)                 | 2              |
| Dinamarca (Tracklisten)                                | 1              |
| Escócia (The Official Charts Company)                  | 7              |
| Eslováquia (IFPI Slovenská Republika)                  | 41             |
| Espanha (Productores de Música de España)              | 13             |
| Estados Unidos (Billboard Hot 100)                     | 1              |
| Estados Unidos (Top R&B/Hip-Hop Songs)                 | 1              |
| Estados Unidos (Rhythmic Songs)                        | 1              |
| Estados Unidos (Pop Songs)                             | 1              |
| Estados Unidos (Adult Pop Songs)                       | 2              |
| Estados Unidos (Adult Contemporary)                    | 13             |
| Estados Unidos (Hot Dance Club Songs)                  | 20             |
| Estados Unidos (Latin Pop Songs)                       | 23             |
| Finlândia (IFPI Finlândia)                             | 11             |
| França (Syndicat National de l'Édition Phonographique) | 6              |
| Grécia (Greece Digital Songs)                          | 4              |
| Hungria (Magyar Hanglemezkiadók Szövetsége)            | 11             |
| Irlanda (Irish Recorded Music Association)             | 1              |
| Israel (Media Forest)                                  | 1              |
| Itália (Federazione Industria Musicale Italiana)       | 9              |
| Luxemburgo (Luxembourg Digital Songs)                  | 5              |
| México (Mexico Airplay)                                | 1              |
| Noruega (VG-lista)                                     | 5              |
| Nova Zelândia (NZ Top 40 Singles)                      | 1              |
| Países Baixos (MegaCharts)                             | 3              |
| Polônia (Związek Producentów Audio Video)              | 9              |
| Portugal (Portugal Digital Songs)                      | 4              |
| Reino Unido (UK R&B Singles Chart)                     | 1              |
| Reino Unido (UK Singles Chart)                         | 3              |
| Rússia (Russian Music Charts)                          | 12             |
| Suécia (Sverigetopplistan)                             | 6              |
| Suíça (Schweizer Hitparade)                            | 8              |
| Turquia (Türkíye Yabanci Top 10)                       | 1              |
| União Europeia (Euro Digital Songs)                    | 4              |
| Venezuela (Record Report)                              | 2              |

| Tabela musical (2015)                                  | Melhor posição |
| ------------------------------------------------------ | -------------- |
| Alemanha (Media Control Charts)                        | 47             |
| Austrália (ARIA Charts)                                | 12             |
| Austrália (ARIA Urban Singles Chart)                   | 6              |
| Áustria (Ö3 Austria Top 40)                            | 55             |
| Bélgica (Ultratop 50 de Flandres)                      | 56             |
| Canadá (Canadian Hot 100)                              | 8              |
| Dinamarca (Tracklisten)                                | 12             |
| Estados Unidos (Billboard Hot 100)                     | 12             |
| Estados Unidos (Top R&B/Hip-Hop Songs)                 | 5              |
| Estados Unidos (Rhythmic Songs)                        | 1              |
| Estados Unidos (Pop Songs)                             | 3              |
| Estados Unidos (Adult Pop Songs)                       | 14             |
| Estados Unidos (Adult Contemporary)                    | 30             |
| Israel (Media Forest)                                  | 6              |
| Hungria (Magyar Hanglemezkiadók Szövetsége)            | 60             |
| Itália (Federazione Industria Musicale Italiana)       | 85             |
| Nova Zelândia (NZ Top 40 Singles)                      | 10             |
| Países Baixos (MegaCharts)                             | 20             |
| Reino Unido (UK Singles Chart)                         | 21             |
| Suécia (Sverigetopplistan)                             | 25             |
| Suíça (Schweizer Hitparade)                            | 38             |
| Tabela musical (2016)                                  | Posição        |
| Argentina (Monitor Latino)                             | 29             |
| Austrália (ARIA Urban Singles Chart)                   | 30             |
| Canadá (Canadian Hot 100)                              | 36             |
| Estados Unidos (Billboard Hot 100)                     | 72             |
| Israel (Media Forest)                                  | 32             |
| França (Syndicat National de l'Édition Phonographique) | 132            |
| Reino Unido (UK Singles Chart)                         | 79             |
| Suíça (Schweizer Hitparade)                            | 97             |

| País (Empresa)             | Certificação   |
| -------------------------- | -------------- |
| Alemanha (BVMI)            | Platina        |
| Austrália (ARIA)           | 4× Platina     |
| Bélgica (BEA)              | Platina        |
| Canadá (Music Canada)      | 8× Platina     |
| Dinamarca (IFPI Dinamarca) | 2× Platina     |
| Espanha (PROMUSICAE)       | 2× Platina     |
| Estados Unidos (RIAA)      | 7× Platina     |
| França (SNEP)              | Ouro           |
| Itália (FIMI)              | 2× Platina     |
| México (AMPROFON)          | Diamante+ Ouro |
| Noruega (IFPI Noruega)     | Platina        |
| Nova Zelândia (RMNZ)       | 3× Platina     |
| Polônia (ZPAV)             | 3× Platina     |
| Reino Unido (BPI)          | 2× Platina     |
| Suécia (GLF)               | 6× Platina     |

## Histórico de lançamento
| País           | Data                  | Formato                                | Gravadora(s) |
| -------------- | --------------------- | -------------------------------------- | ------------ |
| Estados Unidos | 8 de junho de 2015    | Download digital                       | XO, Republic |
| Reino Unido    | 22 de junho de 2015   | Rádios rhythmic                        | XO, Republic |
| Itália         | 26 de junho de 2015   | Rádios mainstream                      | Universal    |
| Alemanha       | 4 de setembro de 2015 | CD single                              | Republic     |
| Áustria        | 4 de setembro de 2015 | CD single                              | Republic     |
| Suíça          | 4 de setembro de 2015 | CD single                              | Republic     |
| Reino Unido    | 6 de novembro de 2015 | Download digital (Martin Garrix Remix) | XO, Republic |